# Aladakatti, Ranibennur
Aladakatti là một làng thuộc tehsil Ranibennur, huyện Haveri, bang Karnataka, Ấn Độ.